# Sínton
Um sínton é um conceito na análise retrossintética. É definido como uma unidade estrutural em uma molécula que é relacionada a uma possível operação de síntese. O termo foi criado por E.J. Corey. Nota-se que a frase não é de grande destaque no livro de Corey, The Logic of Chemical Synthesis, e não está incluída no índice.

## Exemplo
Ao planejar a síntese do ácido fenilacético, dois síntons são identificados: um grupo nucleófilo "-COOH",  e um grupo eletrófilo "PhCH2+". É óbvio que ambos os síntons náo existem isolados; reagem entre si equivalentes sintéticos dos síntons para se obter o produto desejado. Neste caso, o ânion cianeto é o equivalente sintético do sínton -COOH, enquanto brometo de benzila é o equvalente sintético do sínton benzil.
A síntese do ácido fenilacético determinada por análise retrossintética é assim:
PhCH2Br + NaCN → PhCH2CN + NaBr
PhCH2CN + 2 H2O → PhCH2COOH + NH3

## Síntons comuns
- síntons de C1 - dióxido de carbono, monóxido de carbono, cianeto;
- síntons de C2 - acetileno, acetaldeído;
- síntons de -C2H4OH - óxido de etileno;
- síntons de carbocátion - haletos de alquila;
- síntons de carbânion - reagentes de Grignard, compostos de organolítio, acetiletos substituídos.